# Брезникар, Ева
Ева Брезникар (словен. Eva Breznikar, родилась в 1978 году) — словенская певица, участница групп Make Up 2 и Laibach.

## Биография
Родилась в 1978 году. Карьеру начала в 1997 году в малоизвестной группе The Stroj, также позднее выступала в группе Retroteater. В начале 2000-х годов вошла в состав женского поп-трио Make Up 2, которое затем сменило жанр своих композиций на хард-роковый. В составе группы она приняла участие в записи трёх альбомов и десяти синглов, участвовала в концертах в Сербии, Хорватии и Венгрии.
В 2003 году Еву пригласили в легендарную индастриал-группу «Laibach», известную своей тоталитарной атрибутикой. Ева приняла участие в записи альбома Volk, где были обработаны несколько гимнов разных стран. В ходе гастролей Ева посетила не только Европу (в числе стран, где давались концерты, была и Исландия), но и США, Россию (21 мая 2010 концерт в клубе «Б1.Maximum») и Мексику. Суммарно Ева выступила на более чем 300 концертах «Laibach».
Ева пишет тексты песен разных исполнителей из Словении и записывает вокальные партии для альбомов (в числе сотрудничавших групп оказалась и её бывшая команда The Stroj). В последнюю группу она вернулась в 2008 году для записи нового альбома: запись была примечательна наличием множества экспериментальных композиций и самодельных инструментов. В том же году её пригласили в группу The Fakers как бэк-вокалистку, и она выступила с концертом в Крани в театре BB. Там же родился и новый музыкальный проект «Retroteater». Ещё одним проектом, в котором участвовала Ева, является готик-группа «Pointblack», для которой Ева написала три песни. В 2007 и 2009 годах выступала на концертах группы «Theatres Des Vampires», с которой в 2010 году выступила в дуэте Medousa.
Помимо своей музыкальной карьеры, Ева снялась в фильмах «Выход» (словен. Izhod) и «Фантом» (словен. Fantom), а также сериалах «Отключение» (словен. Odklop) и «Под одной крышей» (словен. Pod Eno Streho). Также она выступает на телевидении и радио. Проживает в Лос-Анджелесе. Её хобби: чтение книг, кулинария, занятия спортом.

## Дискография

### Make Up 2
- Ne dam
- Povej naglas
- Muza
- Mojca
- Ukaz
- Zmaji
- Briga te
- Moja navodila
- Ni popolnega
- Napaka
- Muza (на сербском)
- Malo po mome (на сербском)

### Laibach
- Volk (2006)

### Retrotheater
- Kar daješ, dobiš (2008)

### Pointblack
- Forgiven
- Playground
- Pay For Your Mistakes

### Theathre Des Vampires
- Medousa (2010)

## Фильмография
- «Выход» (словен. Izhod)
- «Фантом» (словен. Fantom)
- «Отключение» (словен. Odklop)
- «Под одной крышей» (словен. Pod Eno Streho)